# Hanuman Nagar, Shorapur
Hanuman Nagar là một làng thuộc tehsil Shorapur, huyện Gulbarga, bang Karnataka, Ấn Độ.